# VOS Hestia
Die VOS Hestia ist ein Hochseeschlepper unter italienischer Flagge. Das Schiff war von 2016 bis 2018 als Rettungsschiff der Berliner Organisation Save the Children im Mittelmeer im Einsatz und rettete Bootsflüchtlinge aus Seenot.

## Schiff
Die VOS Hestia ist ein 2009 in China gebauter Ankerziehschlepper und Offshore-Versorger. Der Pfahlzug beträgt 68,4 t. Das Schiff verfügt über starke Pumpen und Löschkanonen. Es ist für die Bekämpfung von Ölunfällen ausgerüstet. Das Schiff fährt unter italienischer Flagge.

## Einsatz
Die Hilfsorganisation Save the Children kündigte im August 2016 an, mit einem eigenen Rettungsschiff Flüchtlinge im Mittelmeer retten zu wollen. Die Organisation charterte die VOS Hestia und beteiligt sich seit September 2016 an der von Italien geleiteten Seenotrettung. Das Schiff wurde so modifiziert, dass rund 300 Menschen aufgenommen werden können.
Die italienische Firma IMI Security Service stellt Wachleute, die die Besatzung des Schiffes schützen sollen. Ende Oktober 2017 durchsuchte die italienische Polizei im Hafen von Catania die VOS Hestia wegen „illegalem Verhalten Dritter“. Save the Children betonte in einer Stellungnahme, bei der Durchsuchung sei es um „Material zu Verbrechen gegangen, die derzeit nicht in  Bezug zu unserer Organisation“ stehen und kündigte die Beendigung des Einsatzes an.